# Projection conique équidistante

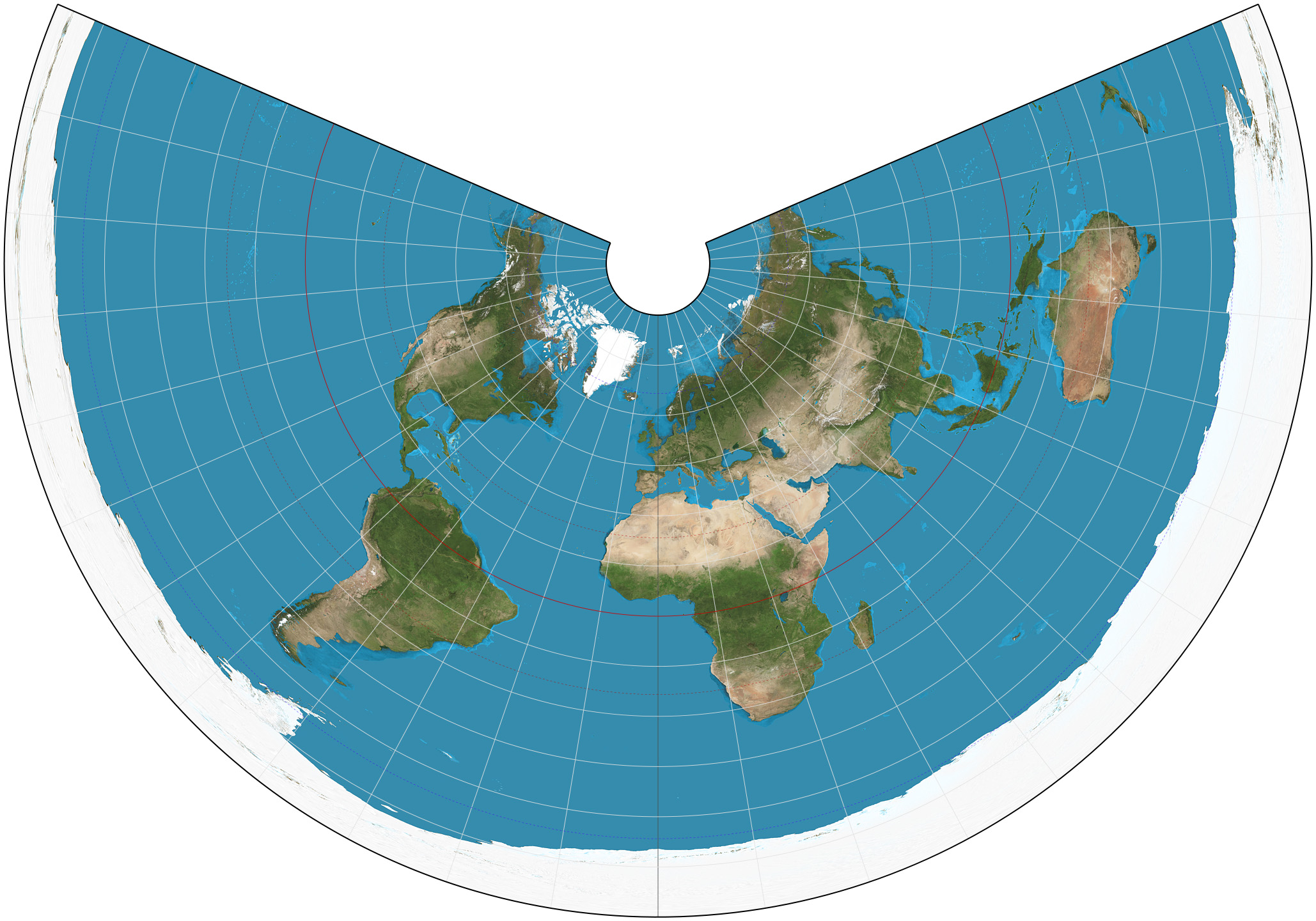
Projection conique équidistante de la Terre.
Parallèles standards à 20°N et 60°N.

Projection conique équidistante avec les indicatrices de déformation de Tissot.
Parallèles standards à 15°N et 45°N.

Carte de la Russie utilisant une projection conique équidistante, de parallèles standards 49°N et 59°N

La projection conique équidistante, aussi appelée projection conique simple est une projection cartographique conique couramment utilisée pour les cartes de petits pays ainsi que pour des grandes régions qui s'étendent dans une direction est-ouest, comme les États-Unis ou la Russie,.
Une version rudimentaire en a été décrite dès le IIe siècle apr. J.-C. par l'astronome et géographe grec Ptolémée dans Géographie.
Cette projection conserve les distances le long des méridiens, d'où son nom « équidistante ». Les distances sont aussi correctes le long de deux parallèles standards qui peuvent être choisis librement.

## Définition mathématique
Les équations suivantes déterminent les coordonnées x et y d'un point sur une carte à partir de sa latitude φ et de sa longitude λ lorsque le point (φ0, λ0) est au centre de la carte (fixé, par convention, à l'origine) et φ1 and φ2 sont les parallèles standards ::
{\displaystyle {\begin{aligned}x&=\rho \sin \left[n\left(\lambda -\lambda _{0}\right)\right]\\y&=\rho _{0}-\rho \cos \left[n\left(\lambda -\lambda _{0}\right)\right]\end{aligned}}}
avec
{\displaystyle \rho =(G-\varphi )}
{\displaystyle \rho _{0}=(G-\varphi _{0})}
{\displaystyle G={\frac {\cos {\varphi _{1}}}{n}}+\varphi _{1}}
{\displaystyle n={\frac {\cos {\varphi _{1}}-\cos {\varphi _{2}}}{\varphi _{2}-\varphi _{1}}}}

Les constantes n, G, et ρ0 sont fixes pour l'entièreté de la carte.
Si un seul parallèle standard est choisi (i.e. φ1 = φ2), la formule ci-dessus pour n n'est pas définie, mais alors
{\displaystyle n=\sin {\varphi _{1}}}

## Sources
- (en) Cet article est partiellement ou en totalité issu de l’article de Wikipédia en anglais intitulé « Equidistant conic projection » (voir la liste des auteurs).

- John P. Snyder, Flattening the Earth: 2000 Years of Map Projections, University of Chicago Press, 1993 (ISBN 0226767469, lire en ligne [archive du 3 janvier 2020])